# Labroquère
Labroquère är en kommun i departementet Haute-Garonne i regionen Occitanien i södra Frankrike. Kommunen ligger i kantonen Barbazan som tillhör arrondissementet Saint-Gaudens. År 2022 hade Labroquère 323 invånare.

## Befolkningsutveckling
Antalet invånare i kommunen Labroquère
Referens:INSEE